# 布拉尼米尔·布代蒂奇
布拉尼米尔·布代蒂奇（1990年4月20日—），克罗地亚男子田径运动员。他曾代表克罗地亚参加2008年、2012年和2016年夏季残疾人奥林匹克运动会田径比赛，获得一枚银牌和一枚铜牌。